# Limba miceniană
Miceniana este cea mai veche formă atestată a limbii grecești, vorbită în zona principală grecească și în Creta între secolele XVI și XI î.Hr., înainte de invazia doriană. Este conservată în inscripții în Linear B, un sistem de scriere inventat în Creta înainte de secolul XIV î.Hr. Majoritatea acestor inscripții sunt pe tablete de lut găsite în Knossos și Pylos. Limba este denumită după Micene, primul dintre palatele excavate.
Tabletele au rămas pentru mult timp nedescifrate, și fiecare limbă existentă a fost sugerată, până când Michael Ventris a descifrat silabarul în 1952 și a dovedit incontestabil că limba este o formă mai veche a greacăi.
Textele de pe tablete sunt, în mare parte, liste și inventare. Nu a supraviețuit nici o narație în proză, cu atât mai puțin mituri sau poezii. Însă, se pot cunoaște multe lucruri din aceste inscripții despre oamenii care le-au produs și despre Perioada miceniană în ajunul așa-zisei Epoci grecești întunecate.
Spre deosebire de varietățile mai târzii de greacă, miceniana avea probabil ceva mai multe cazuri gramaticale, nominativul, genitivul, acuzativul, dativul, instrumentalul, locativul și vocativul. Instrumentalul și locativul, însă, au ieșit, treptat, din uz.

## Fonetică și ortografie

Harta Greciei în Epoca de bronz descrisă în Iliada lui Homer

Limba miceniană este conservată în scrierea Liniar B, compusă din aproximativ 200 de semne și logograme silabice. Deoarece Linear B e derivat din Liniar A, sistemul de scriere al unei limbi minoane nedescifrate și, probabil, fără legătură cu greaca, acesta nu reflectă complet fonetica miceniană: grupurile consonantice trebuie să fie despărțite ortografic, iar r și l nu sunt dezambiguizate, nici nu există o dezambiguizare pentru categoriile fonetice grecești sonor/mut (cu excepția dentalelor d, t) și aspirat/neaspirat; l, m, n, r, s de la sfârșitul silabelor sunt omise.
Sistemul de scriere diferențiază cinci calități vocalice a, e, i, o, u, semivocalele w și j (transcris și ca y), trei sonante, m, n, r, o siflantă s și șase oclusive, p, t, d, k, q (transcrierea obișnuită pentru toate labiovelarele) și z (care include sunetele [kʲ], [gʲ] și [dʲ], devenite, mai târziu, grecescul ζ).
Astfel, *khrusos, "aur" se scria cu semnele silabice ku-ru-so,  *gwous, "vacă" era scris cu semnele qo-u, iar *khalkos "bronz" era scris ka-ko.
Forma miceniană a greacăi conservă un număr de însușiri arhaice de moștenire indo-europeană, cum ar fi consoanele labiovelare care au trecut prin schimbări fonetice dependente de context înainte cu câteva sute de ani de apariția scrierii alfabetice grecești.

## Culegerea de scrieri
Culegerea de texte ale epocii scrierii grecești miceniene constă din aproape 6000 de tablete și cioburi de lut în Linear B, de la LMII până la LHIIIB. Nu s-a găsit nici un monument cu scriere în Linear B sau transliterări în alte sisteme de scriere.
Dacă este autentică, Piatra Kafkania, datată secolul XVII î.Hr., ar fi cea mai veche inscripție miceniană cunoscută și, astfel, cea mai timpurie dovadă conservată a limbii grecești.